# Michael Ammar
Michael Ammar nació en Virginia Occidental, el 25 de junio de 1956. Era el más pequeño de cuatro hermanos. Su familia dentro de sus negocios, contaba con una Tienda de Magia, la cual continúa hoy en funcionamiento.

## Trayectoria
Comenzó desde pequeño con su afición por la magia, cuando lee la revista "500 trucos por 25 centavos". Al poco tiempo de práctica, ya contaba con un gran repertorio mágico e incluso con una joven ayudante. Por aquel entonces realizaba presentaciones para cumpleaños, fiestas, y pequeños eventos. 
En 1983, después de mucho esmero y trabajo duro, Michael participa en el torneo de magia internacional FISM, que es llevada a cabo cada tres años en Europa. Viajó a Lausanne, Suiza, y compitió contra magos de 22 países ganado la medalla de oro en magia de cerca, el segundo americano en 45 años.
Después de eso comenzó a publicar sus propias ideas a principios de los años 80. Publicó títulos tales como la "Encore I", "Encore II", "Encore III", "Success & Magic", "Brainstorm in the Bahamas". Después del FISM, comenzó a visitar la costa del oeste de los Estados Unidos haciendo nuevos amigos, Dai Vernon, el Profesor, que se convirtió en su nuevo maestro. Vernon escribió la introducción al libro The Topit Book, el más popular de Ammar.
Durante los años 80 Michael actuó en el Castillo Mágico de Hollywood, y en "Esto es magia". Fue invitado por Johnny Carson a su programa "The Tonight Show" en 1985 dos veces. También mostró su arte en "The Merv Griffin Show" diez veces, y a partir de entonces aumentó el reconocimiento por su talento y comenzó a aparecer regularmente en la televisión.
En 1990, Michael se casó con Hannah Tucker (Hija del famoso mago Frances Willard en Austin, Texas. Hannah provenía de una de las más viejas familias de la magia, el clan "Willard The Wizard", con más de cinco generaciones de magos. Se convirtió en una parte fundamental de la magia de Michael Ammar.
En 1999, Michael fue nombrado como uno de los "100 magos más influyentes del siglo".
El 28 de noviembre de 2000, Michael y Hannah se convirtieron en padres de su primera hija, Savannah Grace.
Desde entonces, Michael ha publicado 40 títulos de vídeo y docenas de libros.

## Premios
Premio al alumno más distinguido de la Universidad de West Virginia, 2003

Mago del año, Tannens, NY 2000

Primer premio magia de cerca, World Magic Awards, 2000

Medalla de oro, Competición mundial de prestidigitación, FISM, 1982

Mejor prestidigitador, International Magic Awards, 1991

Mejor prestidigitador, International Magic Awards, 1992

Mejor magia de salón, Academy of Magical Arts, 1990

Mejor magia de salón, Academy of Magical Arts, 1985

Mejor mago de cerca, Academy of Magical Arts, 1983

Mejor conferenciante, Academy of Magical Arts, 1983

Mejor mago de cerca, Academy of Magical Arts, 1981

## Colección de Videos de Michael Ammar
- MICHAEL AMMAR'S ICE BREAKERS
- MICHAEL AMMAR LIVE!
- MICHAEL AMMAR'S CARD MIRACLES VOLUMES 1-9
- MICHAEL AMMAR'S AMAZING SECRETS OF CARD MAGIC
- MICHAEL AMMAR'S CLASSIC RENDITIONS VOLUMES 1-4
- MICHAEL AMMAR'S BUSINESS CARD MIRACLES
- MICHAEL AMMAR'S TOPIT
- MICHAEL AMMAR'S THE COMPLETE CUPS & BALLS 2-VOLUME
- MICHAEL AMMAR'S MONEY MIRACLES 3-VOLUME
- MICHAEL AMMAR'S THREAD MIRACLES 3-VOLUME
- MICHAEL AMMAR'S EXCITING WORLD OF MAGIC
- MICHAEL AMMAR'S COMPLETE INTRODUCTION TO COIN MAGIC

- Datos: Q267412